# Народная и университетская библиотека Республики Сербской
Наро́дная и университе́тская библиоте́ка Респу́блики Се́рбской (серб. Народна и универзитетска библиотека Републике Српске) — национальная библиотека Республики Сербской, расположенная в городе Баня-Лука, ул. Еврейская, д. 30. Входит в структуру Университета Баня-Луки. Штаб-квартира Ассоциации библиотекарей Республики Сербской.

## История
Необходимость создания в Баня-Луке библиотеки назрела уже давно, поскольку вплоть до 1935 года в городе не было ни одного подобного заведения. Распоряжение об основании библиотеки было отдано администрацией Врбасской бановины и местным муниципалитетом. Официальное открытие состоялось 26 апреля 1936 года под названием Национальная библиотека короля Петра I Великого Освободителя, в честь Петра I Карагеоргиевича. Впоследствии название несколько раз менялось, так, в период 1980—1999 годов библиотека носила имя известного сербского писателя и драматурга Петара Кочича. 7 декабря 1999 года решением Правительства Республики Сербской получила своё нынешнее название — Народная и университетская библиотека Республики Сербской.
В апреле 2012 года было подписано соглашение о сотрудничестве с Национальной библиотекой Сербии. По условиям договора учреждения обязуются обеспечивать сохранность уникального сербского культурного и духовного наследия. Протокол предусматривает обмен публикациями, совместное участие в проектах международного и национального значения.

## Деятельность и структура
Библиотека ставит своей задачей сбор, обработку, хранение и использование печатных или записанных иным способом материалов, имеющих ценность для сербского народа, вне зависимости от их происхождения. Деятельность организации направлена на сохранение культурного наследия и подтверждение национальной самобытности Республики Сербской. Библиотека подразделена на несколько специализированных отделов, среди которых отдел издательской деятельности и связей с общественностью, центр оцифровки, библиографический археографической отдел, специализированные читальные залы, отдел периодических изданий, отдел детской литературы, отдел комплектования и обработки библиотечных материалов и др.
В 2012 году при поддержке представительства Республики Сербской в Москве в библиотеке открылся центр фонда «Русский мир», при котором организованы курсы русского языка для детей и взрослых, клуб любителей русского кино, в рамках которого проходят показы фильмов известных советских и российских режиссёров. Здесь базируется собранный из сербских энтузиастов русский хор «Александр Невский».

## В филателистике
17 мая 2011 года Почта Республики Сербской выпустила памятную марку, приуроченную к 75-летнему юбилею библиотеки «75 лет Народной и университетской библиотеке Республики Сербская». Тираж марки составил 15 тыс. экземпляров, и распространялась она преимущественно в здании самой библиотеки.